# Charlotte Norrie
Pour les articles homonymes, voir Norrie.
Helga Charlotte Norrie, née Helga Charlotte Harbou le 12 octobre 1855 à Altona et morte le 19 décembre 1940 à Copenhague, est une infirmière danoise et militante pour les droits des femmes. Elle a contribué à rendre socialement acceptable la pratique des soins infirmiers par des femmes issues de classes moyennes,.

## Enfance et famille
Née à Altona, alors sous administration danoise, le 12 octobre 1855, Helga Charlotte Harbou est la fille du major-général Johannes Wilhelm Anthonius Harbou et de la philanthrope Louise Ulrikke Mariane, née Hellesen. Elle passe les premières années de sa vie à Altona et Rendsburg puis s'installe à Copenhague en 1863. Elle travaille pendant trois ans comme gouvernante au manoir de Juulskov sur l'île de Fionie avant de commencer en 1880 une formation d'infirmière à l'Almindelig Hospital, l'hôpital général de Copenhague, sous la direction de Ludvig Israel Brandes (da). Elle travaille ensuite de 1881 à 1882 au Dronning Louises Børnehospital, un hôpital pour enfants. Le 6 mai 1885, elle épouse Gordon Norrie, un médecin rencontré lors de sa formation à l'hôpital général. Ils ont trois enfants ensemble : Johannes William (1886), Edith (1889) et Inger (1892).

## Carrière
En 1883, elle commence à enseigner avec son mari les soins infirmiers et d'urgence. Ils forment ainsi 500 femmes, dont une partie venues grâce à la philanthropie de sa mère. Dès les années 1880, Charlotte Norrie dénonce une pénurie d'infirmières au Danemark. Elle va par ailleurs critiquer les formations existantes, les jugeant obsolètes et insuffisantes. Elle dénonce en particulier les formations inefficaces dispensées par la Croix Rouge danoise.
Dès 1888, dans la revue médicale Ugeskrift for Læger (en), elle se prononce en faveur de la création d'établissements privés de formation pour infirmières, gérés par des associations bénévoles avec le soutien de l'État. L'objectif serait notamment de rendre socialement acceptable la pratique de cette profession par des femmes issues de classes moyennes. Il faut toutefois attendre 1910 pour que le premier établissement de formation voie le jour au Rigshospitalet, hôpital géré par l'État danois.

## Droits des femmes

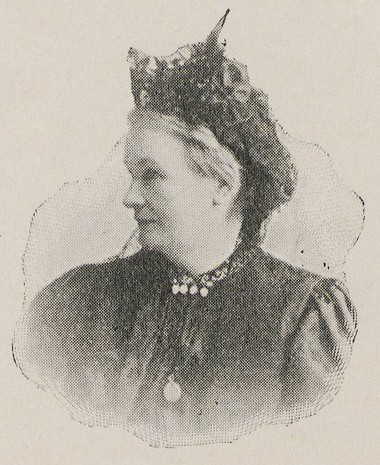
Charlotte Norrie telle que représentée dans le programme du Congrès international des femmes de 1899 pour lequel elle était une représentante du Danemark

À partir de 1898, Charlotte Norrie devient membre du conseil d'administration de la branche copenhagoise de la Société des femmes danoises, et en est vice-présidente de 1900 à 1901. En 1899, elle s'associe à Elly Nienstædt et fonde le Dansk Kvinderåd (le Conseil des femmes danoises) en tant que branche danoise du Conseil international des femmes. Le Conseil devient rapidement le Conseil national des femmes danoises, et elle en assure la vice-présidence puis la présidence jusqu'en 1909.
Elle co-fonde en 1898 le Danske Kvindeforeningers Valretsudvalg, le Comité de suffrage des associations de femmes danoises, dans le but de défendre le droit de vote des femmes. Au congrès de 1899 du Conseil international des femmes, elle co-fonde le Conseil international des infirmières (ICN).
Quelque temps auparavant, elle avait commencé à rallier les infirmières des hôpitaux de Copenhague. Malgré ses efforts pour créer une organisation danoise pour l'amélioration des conditions de travail et de formation des infirmières, elle n'a pu diriger que pendant quelques mois le Dansk Sygeplejeråd (Conseil danois des infirmières) nouvellement créé, faisant face  à l'opposition croissante des infirmières hospitalières qui réclamaient une infirmière pleinement qualifiée à la tête de l'association. Elle porte ses efforts vers la lutte pour le droit de vote des femmes, aidant à fonder l' Alliance internationale pour le suffrage des femmes en 1904 à Berlin. En 1907, elle devient une cofondatrice et membre de la Danske Kvinders Forsvarsforening (en) (Association danoise de défense des femmes) qu'elle préside jusqu'en 1915. Sa création est motivée par la crainte face à la montée en puissance militaire de l'Allemagne et la volonté de renforcer les capacités de défense du Danemark. L'association compte environ 50 000 membres au moment de la Première Guerre mondiale. À la fin de celle-ci, elle devient membre du conseil d'administration de l'Association danoise de défense pour la protection de la paix.
À la suite de l'obtention du droit de vote par les femmes, elle fonde le club Kvinde-Vælger-Klubberne (Clubs des femmes électrices) conçu pour encourager les femmes à se présenter aux élections. Enfin, de 1920 à 1927, elle revient à ses ambitions d'infirmière en fondant l'école Ejra d'infirmières et de premiers secours.
Charlotte Norrie décède à Copenhague le 19 décembre 1940 et est inhumée à Elseneur.